# Hixame ibne Alcalbi
Abu Almondir Hixame ibne Maomé ibne Saíbe Alcalbi (Abū l-Mundhir Hishām ibn Muḥammad ibn al-Sāʾib al-Kalbī; 737-819/821), melhor conhecido só como Hixame ibne Alcalbi, foi um historiador árabe. Nasceu em Cufa, mas viveu boa parte de sua vida em Bagdá. Assim como o pai, coletou informação sobre genealogia e história dos antigos árabes. De acordo com ibne Nadim, escreveu 140 trabalhos. Seus trabalhos independentes praticamente não existem mais, mas seus estudos das genealogias dos árabes é continuamente citado no trabalho de Abu Alfaraje de Ispaã, o Livro de Canções (Kitab al-Aghani).